# Harry Godwin
Harry Godwin, född 9 maj 1901 i Yorkshire, England, död 12 augusti 1985, var en brittisk botaniker och ekolog, som var professor i botanik vid universitetet i Cambridge 1960-1968. Han var ledamot av Royal Society, Geological Society of London, Linnean Society of London och invaldes 1964 som utländsk ledamot av svenska Vetenskapsakademien.
Godwin anses vara en inflytelserik torvmarksforskare, som myntade uttrycket "torvarkiv" 1981.

## Biografi
Godwin växte upp i Long Eaton, Derbyshire. Han hade en framgångsrik skolkarriär och fick ett stipendium till Clare College, Cambridge 1918 och tog sin doktorsexamen där 1926. Han skulle komma att vara nära förbunden med Clare College resten av sitt liv. Det var vid den här tiden som han först blev vän med ekologen Arthur Tansley som skulle ha ett viktigt inflytande på Godwin i många år.

## Karriär och vetenskapligt arbete
I början av 1930-talet var Godwin och hans hustru Margaret "dynamiska botaniker" som tillsammans med arkeologen Grahame Clark ledde en liten grupp unga akademiker vid University of Cambridge som syftade till att få en djupare förståelse för miljön i tidigare samhällen genom att integrera arkeologisk kunskap med nya vetenskapliga tekniker inom geologi och växtvetenskap, istället för de traditionella arkeologernas studie av artefakter isolerat.
Godwins arbete började inom botanik och växtfysiologi och han fortsatte detta under hela sin karriär och blev så småningom professor i botanik (1960–1967). Hans mest uppmärksammade arbete skedde dock i utvecklingen av ekologins vetenskap, som i början av hans karriär var i sin linda. Han var en tidig exponent för studiet av ekologiska successioner, till exempel i kärrmarkerna vid Wicken Fen i Cambridgeshire, där han etablerade Godwin Plots som fortfarande kan ses där idag. Han var grundare och första chef för Subdepartment of Quaternary Research vid University of Cambridge 1948, där han övervakade banbrytande arbete med den nya tekniken för kol14-datering.
Godwin var en stimulerande lärare och forskare. Bland hans elever finns många kända utövare som Richard West, Sir Nick Shackleton, Joakim Donner och många andra.
Författarna Rydin och Jeglum beskrev i Biology of Habitats  begreppet torvarkiv, en fras som myntades av Godwin 1981:
" I en torvprofil finns ett fossiliserat register över förändringar över tid i vegetationen, pollen, sporer, djur (från mikroskopiska till jätteälgar) och arkeologiska lämningar som har deponerats på plats, liksom pollen, sporer och partiklar som förts in av vind och väder. Dessa lämningar benämns tillsammans torvarkiven."

## Utmärkelser och hedersbetygelser
- Prestwichmedaljen,  1951
- Croonian Medal and Lecture,  1960
- Linnean Medal,  1966
- Honorary Fellow of the Royal Society Te Apārangi[5]
- Albrecht Penck-medaljen,  1982
- Knight Bachelor
- Fellow of the Linnean Society of London
- Fellow of the Royal Society

[Redigera Wikidata]